# Dólar de Columbia Británica
El dólar de Columbia Británica o menos conocido como dólar britanocolombiano fue la unidad monetaria de la Colonia de la Columbia Británica que solo emitió papel moneda desde 1862 hasta 1871, cuando se incorporó al Dominio de Canadá. Como era equivalente al dólar canadiense, se subdividía en 100 centavos pero como no acuñó monedas, salvo cuatro ensayos de 1862 que nunca llegaron a circular y luego de que se oficializara este sistema monetario en 1865, comenzaron a usar las monedas canadienses.
Tenía paridad con la libra esterlina a razón de 1 libra por 4,866 dólares. El dólar britanocolombiano ya había sido adoptado como moneda de la entonces separada Colonia de la Isla de Vancouver en 1863 pero a falta de monedas propias, al igual que su vecina, utilizaban las canadienses desde 1865 y en 1866 finalmente se fusionaron en una sola colonia.

## Historia
En la isla de Vancouver, específicamente en su pequeña isla adyacente de Nutca, en 1788 comenzó a circular los dólares españoles que eran de uso internacional, ya que se fundó un establecimiento británico llamado Friendly Cove para hacer un comercio marítimo de pieles con los chinos pero fueron desalojados por los españoles en 1789 dirigidos por el capitán Esteban José Martínez, que construyó una batería de cañones y un establecimiento llamado Santa Cruz de Nuca, el cual sería desmantelado a los tres meses por orden virreinal.
En 1790 el capitán español Pedro Alberni al mando de la Primera Compañía Franca de Voluntarios de Cataluña reconstruyó el asentamiento y fundó el vecino Fuerte de San Miguel de Nutca con ayuda de Macuina, líder de los Nuu-chah-nulth que comerciaban con las pieles de nutria y castor con rusos, portugueses y británicos desde 1785, y en 1791 Alberni fue nombrado por el virrey como gobernador de Nutca, y de esta manera el nominal territorio homónimo quedaría anexado al Virreinato de Nueva España hasta 1795, que por las Convenciones de Nutca dejó el territorio abierto a la colonización británica y española de la costa nororiental del Pacífico desde Oregón hasta Alaska, y entonces al abandonarlo, el jefe Macuina volvió a tomar posesión de toda la isla.
En los territorios de la Nueva Caledonia (Departamento de Columbia y Oregón), los británicos a través de su Compañía del Noroeste fundaron desde el norte a Fort Saint John en 1794, Hudson's Hope, Fort Nelson y Fort McLeod en 1805, Fort Saint James en 1806 y Fort George en 1807, por lo que comenzarían a usarse las escasas monedas de la libra esterlina y los tokens «de Machin» y «del Barco» del chelín colonial —la compañía acuñó unos tokens propios de latón y de cobre con ceca en Birmingham en 1820 llamados piel de castor del Noroeste (Northwest beaver pelt token, en inglés) y siguió circulando después de 1821— pero en la zona meridional de los ríos Columbia-Snake empezó a circular el dólar estadounidense desde 1811 con la fundación de Fort Astor por el empresario germano-estadounidense John Jacob Astor de la Pacific Fur Company pero luego de la guerra de 1812 fue vendida a dicha compañía británica en 1813.
Con el comienzo de las guerras napoleónicas en Europa en 1803, distrajo los esfuerzos colonizadores del territorio y por el Tratado Adams-Onís de límites hispano-estadounidense, este adquirió los derechos españoles en la zona en 1819 pero pasarían algunas décadas para colonizar el territorio nuevamente, lo que fue aprovechado por la Compañía de la Bahía de Hudson (que en 1821 absorbió a la Compañía del Noroeste) para avanzar con los puestos más sureños, como los fuertes Vancouver en 1824 y Oregón en 1829 (posteriormente fueron erigidos el fuerte Umpqua en 1832 y en 1834 los fuertes Hall y Boise), y en donde circuló desde 1821 la libra de la Bahía de Hudson, que utilizaba las reacuñaciones de tokens del Noroeste y papel moneda propio, y el dólar del ancla de la América británica hasta 1831, al igual que en la vecina isla de Vancouver, ya que sería remplazado por los peniques de plata del chelín colonial.
Nuevamente volvería a circular el dólar estadounidense, a través de la senda de Oregón y con la fundación de Portland en 1844, hasta que por el tratado de límites de 1846, año en que se dividió el territorio en dos, se extendió el uso hasta el paralelo 49 norte. Posteriormente la isla de Vancouver pasó a ser nominalmente una colonia de la Corona en 1849 —año que el Territorio de Oregón acuñó sus propias «monedas del Castor» del dólar oregoniano de oro con ceca de Oregón City y que utilizarían ilegalmente hasta 1864— aunque seguía administrada por dicha compañía privilegiada y en donde seguían circulando las monedas de plata del chelín colonial y la libra de la Bahía de Hudson (hasta 1865).
Con la parte nórdica con las islas de la Reina Carlota (también circularon los peniques de plata del chelín colonial hasta 1865), dicha compañía británica que también administraba el resto de los territorios —la Tierra de Rupert y el Territorio Noroccidental y que también usaban antiguamente la piel de castor como dinero mercancía— reacuñó con misma fecha de 1820 como ya se citó, tokens de su fracción monetaria propia llamada castor hecho de la Bahía de Hudson (Hudson's Bay made beaver tokens, en inglés) pero con el nombre de la Compañía del Noroeste hasta 1854, año en que se acuñaron con el nuevo nombre de la compañía y que se usaron hasta que en 1858 se creó la Colonia de la Columbia Británica, la cual seguiría usando los chelines coloniales hasta que comenzarían a escasear en 1861.
En 1862 se emitió papel moneda del dólar britanocolombiano —aunque hubo un amago de acuñación en este año pero solo se hicieron modelos (patterns, en inglés)— que pasó a utilizarse en la isla de Vancouver pero al no acuñar monedas propias, ambas colonias usaron desde 1865 las del dólar canadiense y se unieron en una sola colonia en 1866, para adherirse ambas al Dominio británico del Canadá en 1871.

## Billetes
En 1862 se introdujeron los primeros billetes del Tesoro y los billetes bancarios autorizados , denominados en dólares. Los billetes del Tesoro tenían denominaciones de 5, 10 y 25 dólares, mientras que los billetes emitidos por el Banco de Columbia Británica tenían denominaciones de 1, 5, 20, 50 y 100 dólares. Recién fueron oficializados en el año 1865.

## Monedas de Ensayo
Las autoridades de Columbia Británica, debido a una grave escasez de una moneda fuerte, encargaron el diseño, la acuñación de monedas y la fabricación de los troqueles a un tal Wagner de Vanderslices que acudió al orfebre bávaro Albrecht Kuner, que había emigrado a los Estados Unidos y se había radicado en la ciudad de Nueva York en 1835, luego pasó al estado de California durante la fiebre del oro y fue quien grabó los troqueles para Vanderslices.
Kuner acuñó en San Francisco (California) varias monedas de plata junto con los troqueles que se enviaron a Columbia Británica, con lo que el Gobierno britanocolombiano acuñó en la nueva ceca de New Westminster que pasaría a estar controlada por la Royal Mint, varias de cada denominación en oro, con la intención de entregarlas a la Exposición Internacional que se celebraba en Londres pero el gobernador James Douglas no lo permitió inicialmente pero bajo la presión del tesorero William Gosset, aceptó permitiendo además que se produjeran dieciocho monedas de 10 dólares y diez monedas de 20 dólares para que se enviaran a la exposición, y luego se fundieran para obtener lingotes de oro.
Al tesorero Gosset se le permitió quedarse con dos ejemplares como recuerdos de la Casa de la Moneda y las pocas piezas supervivientes probablemente fueron adquiridas por miembros superiores del gobierno como recuerdos. Estas emisiones deben considerarse patrones o ensayos (patterns, en inglés), ya que la colonia norteamericana no había recibido permiso de la Corona británica para acuñar monedas propias y cerró la ceca de New Westminster en el mismo año. En la lista subsiguiente se muestran detalles de cada una:
- 10 dólares de plata con año 1862, en anverso con gran corona de San Eduardo central, orlado con la leyenda: GOVERNMENT OF BRITISH COLUMBIA, rodeado de fino punteado en relieve y en el exergo con una pequeña flor, y en el reverso con el valor en mayúsculas y la fecha encolumnados: 10 DOLLARS 1962, orlado con dos ramas de laureles enlazadas en el exergo que quedan rodeadas de un fino punteado en el borde de la circunferencia y con canto estriado.[6]
- De oro con año 1862, similar al anterior.[6]

- 20 dólares de plata con año 1862, en anverso y en reverso similar al anterior.[6]
- De oro con año 1862, similar al anterior.[6]